# Prix international de journalisme Manuel-Vázquez-Montalbán
Le prix international de journalisme Manuel-Vázquez-Montalbán (en espagnol Premio Internacional de Periodismo Manuel Vázquez Montalbán) est une distinction journalistique espagnole créée en 2004 en souvenir de l'écrivain et journaliste Manuel Vázquez Montalbán, décédé en 2003. 

## Présentation
Le prix compte deux catégories : « Journalisme culturel et politique » et « Journalisme sportif ».
Dans la catégorie « Journalisme culturel et politique », le prix Vázquez Montalbán est décerné conjointement par le Colegio de Periodistas de Cataluña, les quotidiens AVUI, El País et El Periódico, le Grupo Planeta et le groupe éditorial Random House Mondadori.
Dans la catégorie « Journalisme sportif », il est décerné par le Collège des journalistes de Catalogne et la Fondation du FC Barcelone.

## Palmarès
| Année | Journalisme culturel et politique | Journalisme sportif |
| ----- | --------------------------------- | ------------------- |
| 2004  | Maruja Torres Anna Politkovskaïa  | Patrick Mignon      |
| 2005  | Josep Pernau                      | Joaquim Maria Puyal |
| 2006  | Tomàs Alcoverro Teresa Pàmies     | Juan Villoro        |
| 2007  | Seymour Hersh                     | Simon Kuper         |
| 2008  | Roberto Saviano                   | Candido Cannavò     |
| 2009  | Luz Sosa                          | Ramon Besa          |
| 2010  | Juan José Millás                  | Eduardo Galeano     |
| 2011  | Rosa Marqueta Fran Llorente       | Santiago Segurola   |
| 2012  | Jordi Évole                       | Nick Hornby         |
| 2013  |                                   | Sergi Pàmies        |